# Eugene Ulrich
Eugene Charles Ulrich (nacido el 5 de noviembre de 1938 en Louisville, Kentucky) es profesor de las escrituras hebreas y de teología en el Departamento de Teología en la Universidad de Notre Dame. Él es el principal editor de los textos bíblicos del Mar Muerto y uno de los tres editores generales d Proyecto Internacional de la Publicación de los Rollos. Ulrich ha trabajado con los editores John Strugnell y Emanuel Tov en el proyecto de la publicación de los manuscritos.
Ulrich ha sido coautor de The Dead Sea Scrolls Bible junto con Martin Abegg and Peter Flint. El también es un miembro de los equipos de traducción de las siguientes versiones de la biblia: la New Revised Standard Version, la Modern English Version, y la New American Bible, aparecida en los años '70 en el mundo angloparlante. És un especialista en los textos de la Septuaginta, los Rollos del Mar Muerto y las Escrituras hebreas.
Es un ferviente defensor de la versión bíblica Septuaginta contra los textos de la versión Masorética, asegurando que los Rollos del Mar Muerto confieren plena credibilidad a la primera por sobre el texto hebreo normalizado.

## Publicaciones
- Discoveries in the Judaean Desert, Volume XII. Qumran Cave 4: VII: Genesis to Numbers Edited by Eugene Ulrich, Frank Moore Cross and James R. Davila, Published by the Oxford University Press.
- The Dead Sea Scrolls Bible, Eugene Ulrich, Martin Abegg and Peter Flint, Published by HarperCollins.
- Modern English Version: Amos, Edited by Eugene Ulrich, Stanley M. Horton and James F. Linzey, Published by Passio.